# Gordon Hessler
Gordon Hessler (Berlino, 12 dicembre 1925 – Londra, 19 gennaio 2014) è stato un regista e produttore cinematografico britannico.

## Biografia
Lavora sin dagli anni sessanta del XX secolo sia nel cinema che nella televisione.

## Filmografia

### Cinema

#### Regia
- Una forca per due (1964)
- The Last Shot You Hear (1967)
- La rossa maschera del terrore (The Oblong Box) (1969)
- De Sade (1969, co-diretto con Cy Endfield e Roger Corman)
- Terrore e terrore (Scream and Scream Again) (1970)
- Satana in corpo (Cry of the Banshee) (1970)
- I terrificanti delitti degli assassini della via Morgue (Murders in the Rue Morgue) (1971)
- Shannon senza pietà (1972)
- Tracce di veleno in una coppa di champagne (1973)
- Il viaggio fantastico di Sinbad (1973)
- Atraco en la jungla (1976)
- Escape from El Diablo (1983)
- Pray for Death (1985)
- Battaglione di disciplina (Wheels of Terror - The Misfit Brigade) (1987)
- Questione d'onore (1987)
- La ragazza sull'altalena (The Girl in a Swing) (1988)
- Out on Bail (1989)
- Shogun Mayeda (1991)

#### Produttore
- La rossa maschera del terrore (The Oblong Box), regia di Gordon Hessler (1969)
- Satana in corpo (Cry of the Banshee), regia di Gordon Hessler (1970)

#### Sceneggiatore
- La ragazza sull'altalena (The Girl in a Swing), regia di Gordon Hessler (1988)

### Televisione

#### Regia
- Alfred Hitchcock presenta (1961, un episodio: Final Arrangements)
- Polvere di stelle (1967, un episodio: Blind Man's Bluff)
- L'ombra di Jennifer (Scream, Pretty Peggy) (1973, film per la TV)
- Skyway to Death (1974, film per la TV)
- Hitchhike! (1974, film per la TV)
- A Cry in the Wilderness (1974, film per la TV)
- Lucas Tanner (1967, due episodi: A Matter of Love e Instant Replay)
- Betrayal  (1974, film per la TV)
- Kolchak: The Night Stalker  (1974, un episodio: The Spanish Moss Murders)
- Amy Prentiss  (1975, un episodio: Profile in Evil)
- Kung Fu (1975, due episodi: The Forbidden Kingdom e Ambush)
- Switch (1975, un episodio: The Old Diamond Game)
- Sara (1976, due episodi: Sod House Woman e Man from Leadville)
- Poliziotto di quartiere (1976, due episodi:  Cop Killer e Upward Mobility)
- I piloti di Spencer (1976, un episodio: The Explosives)
- L'ossessione di Miriam (1976, film per la TV)
- Hawaii Five-0  (due episodi:  Man on Fire (1976) e To Kill a Mind (1977))
- Little Women  (1978, miniserie TV)
- Secrets of Three Hungry Wives (1978, film per la TV)
- Kiss Phantoms (Kiss Meets the Phantom of the Park) (1978, film per la TV)
- The Eddie Capra Mysteries  (1978, un episodio: Breakout to Murder)
- Puzzle (1978, film per la TV)
- Wonder Woman (1978, due episodi: Pot of Gold e Gault's Brain)
- The Secret War of Jackie's Girls (1980, film per la TV)
- Evil Stalks This House (1981, film per la TV)
- CHiPs (1978-1982, 12 episodi)
- Shannon (1981-1982, 2 episodi)
- The Master (1984, 3 episodi)
- Il brivido dell'imprevisto (1985, un episodio)
- Un giustiziere a New York (1989, un episodio)